# یاپ فان در لک
یاپ فان در لک (انگلیسی: Jaap van der Leck; ۱۰ سپتامبر ۱۹۱۱ – ۱۸ نوامبر ۲۰۰۰) بازیکن فوتبال اهل هلند بود.